# Janggi

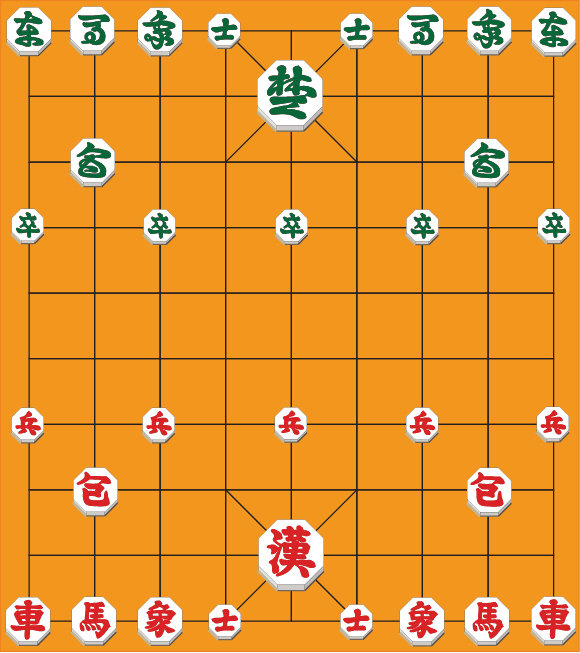
Tablero de Janggi.

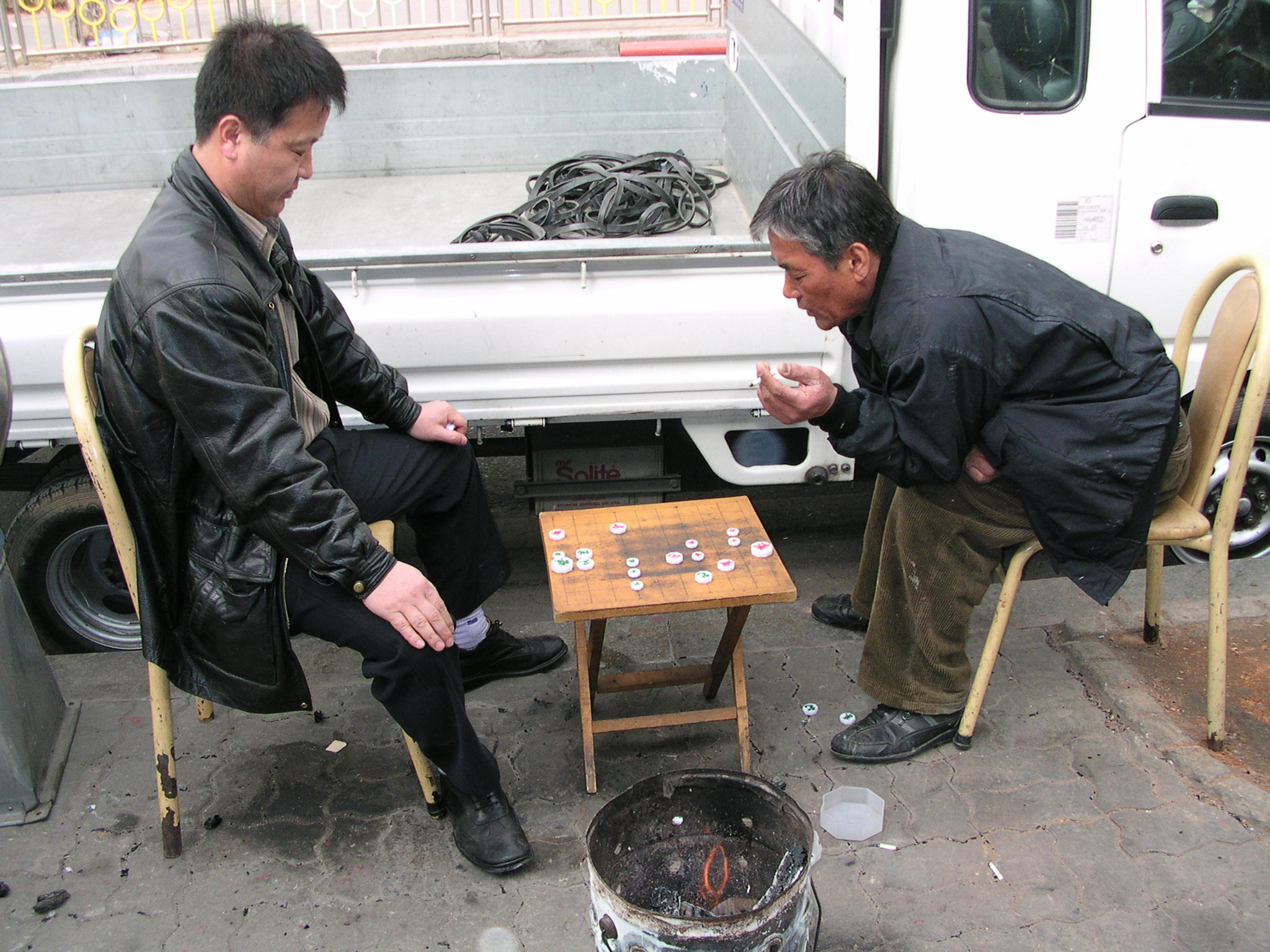
Janggi en las calles de Seúl.

El janggi o ajedrez coreano (장기 en coreano) es un juego de tablero de la familia del xiangqi, el shōgi japonés, y otros juegos más similares como el chaturanga. Como el janggi es originario de Corea se le suele conocer como ajedrez coreano. Existen otras romanizaciones del nombre, como changgi, jangki y tjyangkeui. El tablero no está compuesto por casillas sino por líneas (10 líneas de largo y 9 líneas de ancho).
Las partidas del janggi pueden ser cortas, debido a la acción de los cañones, que saltan sobre otras piezas y al largo alcance de los elefantes. Las partidas profesionales suelen durar más de 100 jugadas, lo que convierte al juego en más lento que el ajedrez occidental.

## Historia
El janggi es similar al shōgi y al ajedrez. Proviene de una antigua forma de xiangqi. Todos estos juegos provienen del chaturanga, que se practicaba en la India en el siglo VI o de un juego similar.

## Reglas

### Piezas
Las piezas orientales son octágonos planos de distinto tamaño con caracteres en hanja, un jugador tiene las piezas rojas y otro las azules o verdes.

#### General
El General (o Rey, como es conocido en el Ajedrez occidental) se puede mover un espacio en cualquier dirección, siempre y cuando sea dentro del palacio y a lo largo de las líneas en él.
El general rojo es conocido como "Han" en coreano y el general azul como "Cho".

#### Oficial
Los oficiales, consejeros o guardias del rey se ubican en las esquinas del palacio por detrás del rey. se mueven en cualquier dirección siempre y cuando sea a lo largo de las líneas marcadas en el palacio y sin poder salir de este, son de las piezas más débiles pero pueden ser muy importantes para proteger al rey.

#### Elefante
El elefante en el janggi se mueve una casilla ortogonal para después desplazarse dos casillas en cualquier diagonal que siga la dirección del primer movimiento. No puede saltar sobre otras piezas en el tablero. Al no haber un río en el medio del tablero de janggi como lo hay en el xiangqi, el elefante no se limita a un solo lado del tablero y puede usarse de forma más ofensiva. En el janggi se puede intercambiar la posición inicial de los elefantes con los caballeros a gusto del jugador.

#### Caballo
El caballo o caballero se mueve una casilla ortogonal desocupada en cualquier dirección, para después desplazarse una casilla más en la diagonales siguiendo dirección inicial del primer movimiento. Su movimiento es exactamente igual que en el xiangqi, por lo que estas dos variantes se diferencian de otras formas de ajedrez donde el caballero tiene mayor libertad al poder saltar sobre otras piezas.

#### Torre
Las torres o carros se ubican en las esquinas del tablero de janggi, y se mueve como en las demás variantes del ajedrez. Esto es de forma horizontal o vertical sin restricción en el número de casillas, pero sin poder saltar sobre otras piezas. Además de esto se pueden mover una casilla en diagonal solo a lo largo de las líneas marcadas dentro del los palacios.

#### Cañón
Los cañones se ubican una fila detrás de los peones y en la misma columna de los caballos en su configuración estándar. Su movimiento es el más complejo y se diferencia un poco al movimiento de la misma pieza en el xiangqi. Ellos saltan por encima de cualquier pieza amiga o enemiga ( a excepción de otro cañón) sin necesidad de capturar, en cualquier dirección horizontal o vertical y sin restricción en el número de casillas.Un cañón puede capturar a cualquier pieza enemiga menos a los cañones. Al ser una pieza que no interactúa  con las otras de su misma clase, no tiene movimientos válidos al inicio de la partida. Además de esto puede capturar saltando sobre las diagonales marcadas dentro de los palacios.

#### Peón
Los peones se ubican en la cuarta fila a cada lado del tablero y hay 5 por cada equipo. se mueven una casilla hacia adelante o hacia los lados y capturan de igual forma. En el janggi al igual que en el xiangqi, cuando un peón alcanza la última fila no puede promoverse y su movilidad se limita solo hacia los lados.

## Variantes del janggi
- Gwangsanghui (廣象戱, 광상희)
- Sanjangjanggi (三將象棋, 산장장기)
- Da-in-yongjanggi (다인용장기)
- Kkomajanggi (꼬마장기)
- Dongtakjanggi (동탁장기)
- Eopgijanggi (업기장기)
- Gungjanggi (궁장기)
- Tapjanggi (탑장기)